# Cornifrons intensioralis
Cornifrons intensioralis är en fjärilsart som beskrevs av Turati 1924. Cornifrons intensioralis ingår i släktet Cornifrons, och familjen Crambidae. Inga underarter finns listade i Catalogue of Life.